# Oddělovací transformátor
Oddělovací transformátor je transformátor, který galvanicky odděluje síťové napětí 230 V pomocí magnetického obvodu. Zvyšuje se tak bezpečnost práce se síťovým napětím.

## Princip a konstrukce
Transformátor se skládá z primární a sekundární cívky o stejném počtu závitů. Platí vztah N1=N2. Z předchozí rovnosti pojednávající o počtu závitů vinutí primární a sekundární cívky vyplývá, že vstupní napětí a výstupní si bude rovno. Platí U1=U2. Z těchto dvou vztahů, lze utvořit následující vztah.

{\displaystyle k={\frac {N_{1}}{N_{2}}}={\frac {U_{1}}{U_{2}}}}

{\displaystyle k=1}

## Princip ochrany
Principem ochrany pomocí oddělovacího transformátoru je galvanické oddělení od rozvodné sítě, ve které je na fázovém vodiči životu nebezpečné napětí proti zemi (rozvodná síť 230V je totiž standardně uzemněna). Výstupní vodiče oddělovacího transformátoru však uzemněny nejsou, tudíž dotyk jednoho z vodičů není nebezpečný. Pokud se však osoba dotkne obou výstupů z transformátoru současně, bude stále vystavena životu nebezpečnému napětí 230 V.